# Fontanès (Gard)
Fontanès è un comune francese di 643 abitanti situato nel dipartimento del Gard, nella regione dell'Occitania.

## Società

### Evoluzione demografica
Abitanti censiti